# S.P.A.L.
La Società Polisportiva Ars et Labor (en español, Sociedad Polideportiva Arte y Trabajo), más conocida por su acrónimo S.P.A.L., es un club de fútbol de Italia, con sede en Ferrara, en la región de Emilia-Romaña. Fue fundada en 1907 y refundada en varias ocasiones. Compite en la Serie C, tercera categoría del fútbol italiano.
La SPAL disputa sus partidos como local desde 1928 en el Estadio Paolo Mazza, llamado así en honor a Paolo Mazza, entrenador y presidente del club de 1946 a 1977.
La SPAL ha jugado 24 temporadas en la primera división, siendo el mejor resultado el quinto lugar en la temporada 1959-60. Después de pasar catorce años entre la Serie B y la Serie C, el club, que luchaba con múltiples dificultades, se quedó la mayor parte de las décadas siguientes entre los niveles inferiores del fútbol italiano. En 2016, la SPAL volvió a la segunda división después de un primer puesto en el grupo B de la Lega Pro. Jugó por última vez en la Serie A durante la temporada 2019-20, donde terminó 20.º como último clasificado, tras retornar a la máxima categoría después de cincuenta años.

## Historia
El núcleo original de lo que se convertiría en el SPAL vio la luz en 1907 por iniciativa de un sacerdote salesiano, Pietro Acerbis, en su época como director del oratorio ferrarense de Via Coperta. Fundó un círculo religioso-cultural llamado Ars et Labor que, un par de años después, bajo el mando de un nuevo director, se convirtió en Polideportivo Ars et Labor, al que se añadieron a las actividades artísticas aquellas deportivas, en un principio atletismo y ciclismo. Los colores sociales adoptados fueron el blanco y el azul, propios del escudo de los Salesianos. La sección de fútbol se creó en 1912, cuando la rama deportiva se separó del oratorio y se constituyó como Sociedad Polideportiva Ars et Labor. Inicialmente, la sección de fútbol fue conocida como Associazione Calcio Ferrara. Hubo que esperar hasta 1919 con el final de la Gran Guerra para que esta sección uniformase su nombre al de toda la sociedad polideportiva. El primer partido oficial jugado con la denominación actual fue SPAL-Triestina 1-4, el 16 de junio de 1919.
Entre 1920 y 1925 el SPAL militó en la Serie A, periodo en el cual su mejor resultado fue la semifinal del campeonato nacional de 1922, perdida contra la Sampierdarenese. Tras descender en 1925 no entró en el grupo único de la Serie A realizado en 1929, sino que le fue asignada plaza en el campeonato de la Serie B. Desde entonces y, durante más de una década, el SPAL inició una larga historia de descensos, cambios de nombre e incluso de colores (por un periodo, con el nombre de Associazione Calcio Ferrara adoptó camiseta de rayas blancas y negras, en homenajes a los colores de la ciudad estense). Tras la II Guerra Mundial en 1946, se volvió al color blanco-azul y al nombre SPAL.
Bajo el mandato del nuevo presidente (y exentrenador del equipo) Paolo Mazza, el SPAL volvió a la Serie B y, en 1951, alcanzó la Serie A. Los diecisiete años sucesivos fueron el periodo de máximo esplendor del equipo, de los cuales dieciséis estuvo en la máxima categoría: el portero Bugatti fue llamado a la Selección Nacional, y un gran número de jugadores se revalorizaron y fueron luego a recoger éxitos en los equipos más famosos, como Armando Picchi (Inter, Juventus), Fabio Capello, que inició su carrera como futbolista en el SPAL (Roma, Juventus, Milan), Alberto Bigon (Milan), Saul Malatrasi (Milan), Ottavio Bianchi (SSC Napoli, Milan) y Luigi Delneri (Udinese).

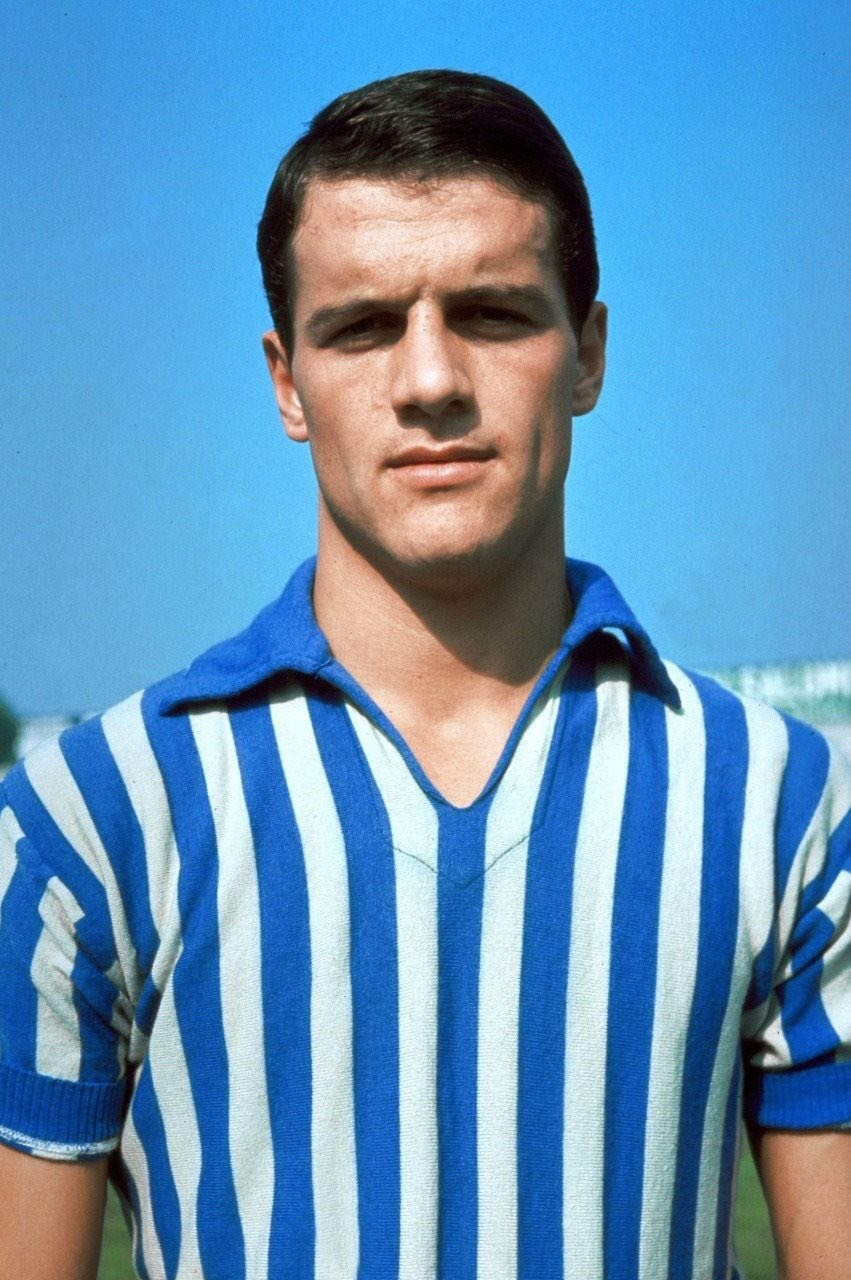
Fabio Capello, uno de los jugadores históricos del club (1967).

En la temporada 1960-62 el SPAL logró un hecho histórico para los clubes de Serie B, alcanzó la final de la Copa de Italia perdiendo contra el SSC Napoli, convirtiéndose así, en el único equipo de segunda división italiana en lograr llegar a la final de dicho certamen. En el campeonato de liga, su mejor clasificación fue el quinto puesto en la temporada 1959/60, tras Juventus, Fiorentina, Milan e Inter. El dato es significativo, ya que se trataba de los equipos que ganaron todos los scudettos del decenio precedente. En la temporada 1962/63 logra quedar noveno, siendo ese el año en que el viejo diseño de las camisetas azules con bordes blancos dejó paso a uno de rayas verticales. Un campeonato de Serie B en 1964/65 culminó una de las mejores épocas del conjunto ferrarés. Tras el consecuente ascenso a la Serie A, descendió definitivamente en 1968, sin que haya logrado ascender nuevamente hasta el año 2007. Más tarde, descendió a la Serie C. En 1979 acabó en la Serie C1 y en 1984 en la C2. En 1989 tuvo lugar el peor resultado de su historia, quedando clasificado en décima posición en la Serie C2.
En 1990, la sociedad fue comprada por Giovanni Donigaglia, presidente de una constructora ferrarense. En dos temporadas, saltó desde la C2 a la C1, y de esta a la Serie B, aunque al no estar preparada para esta categoría, descendió rápido. Tras ceder la sociedad a Vanni Guzzinati en 1996, Donigaglia retomó la presidencia en 1997 tras el campeonato desastroso que culminó con el nuevo descenso a C2. El entrenador Giovanni De Biasi devolvió rápido al equipo a C1, y en 1999 lo condujo a la victoria de la Copa Italia de la Serie C. El jugador más interesante de aquella época fue Sergio Pellissier, quien más tarde acabó en el Chievo Verona. Tras algunos intentos de ascenso a la Serie B y problemas financieros, en 2005 la sociedad fue declarada en quiebra por un tribunal y excluida del campeonato de la Serie C1. Se constituyó la actual Sociedad Polideportiva Ars et Labor 1907, que se inscribió en el campeonato de serie C2 2005/2006.

## Uniforme

### Uniforme titular
| 1919-39 | 1939-43 | 1945-47 | 1947-51 | 1951-62 | 1962-87 | 1987-89 | 1989-90 | 1990-91 |

| 1991 | 2016-17 | 2017-18 | 2018-19 | 2019-20 | 2020-21 |

### Uniforme alternativo
| 2015-16 | 2016-17 | 2017-18 | 2018-19 | 2019-20 | 2020-21 |

### Tercer uniforme
| 2016-17 | 2017-18 | 2018-19 | 2019-20 | 2020-21 |

### Cuarto uniforme
| 2016-17 |

## Estadio
El estadio donde disputa sus partidos es el Paolo Mazza, denominado así desde 1982 en honor a quien fuera el presidente del equipo durante sus quince años en Serie A. La instalación fue inaugurada el 20 de septiembre de 1928, lo que lo convierte en el quinto estadio italiano más viejo aún en funcionamiento.

## Palmarés

### Torneos nacionales
| Competición nacional             | Títulos                                     | Subcampeonatos                              |
| -------------------------------- | ------------------------------------------- | ------------------------------------------- |
| Copa Italia (0/1)                |                                             | 1961-62                                     |
| Serie B (2/0)                    | 1950-51, 2016-17                            |                                             |
| Serie C/C1 (5/5)                 | 1937-38, 1972-73, 1977-78, 1991-92, 2015-16 | 1941-42, 1942-43, 1969-70, 1970-71, 1995-96 |
| Copa Italia de la Serie C (1/1)  | 1998-99                                     | 1988-89                                     |
| Supercopa de la Serie C (1/0)    | 2016                                        |                                             |
| Lega Pro Seconda Divisione (1/1) | 1997-98                                     | 1990-91                                     |

Nota: en negrita competiciones vigentes en la actualidad.